# گابریل ماشادو
گابریل ماشادو (به پرتغالی: Gabriel Teixeira Machado) مهاجم اهل برزیل است که در شهر پورتو الگره و در تاریخ ۲ سپتامبر ۱۹۸۹ به دنیا آمده‌است.
گابریل ماشادو در تیم‌های فوتبال Juventude سابقهٔ حضور دارد.